# František Maršálek (fotograf)
František Maršálek (28. května 1939 Brno – 19. prosince 2020 Valtice) byl český a moravský fotograf a středoškolský pedagog fotografie. Byl zakládajícím členem fotografické skupiny EPOS (1967–1980).    

## Životopis
Narodil se 28. května 1939 v Brně v rodině úředníka Františka Maršálka a Růženy, rozené Nedomové (v domácnosti). V roce 1954 začal fotografovat, létat na letišti v Brně–Medlánkách na kluzácích a studovat Střední průmyslovou školu strojní v Brně. V roce 1956 byl přijat na Vojenskou leteckou akademii v Košicích, po dvou měsících byl však vyloučen kvůli strýci Rudolfovi Nedomovi (1915 Boskovice –1995) – emigrantovi a letci 311. československé bombardovací perutě RAF. V letech 1958–1960 absolvoval vojenskou službu u protiletecké obrany v Písku. V roce 1964 se oženil s výtvarnicí Vlastimilou Tomancovou, narodily se jim dcery Margareta (1964) a Lucie (1974). V letech 1964–1968 pracoval na Lesnické fakultě Vysoké školy zemědělské v Brně (dnes Mendelova univerzita). V letech 1964–1967 absolvoval studium fotografie na Lidové škole umění J. Kvapila v Brně u K. O. Hrubého a Antonína Hinšta. Na jaře 1967 založili spolu s Jiřím Horákem, Rostislavem Košťálem a Petrem Sikulou fotografickou skupinu EPOS, která byla činná do roku 1980. V roce 1970 získal hlavní ceny na výstavách Žena objektivem ve Strakonicích, AFOS v Praze a v Bratislavě. V letech 1968–1990 byl zaměstnán jako fotograf Výzkumného ústavu veterinárního lékařství (VÚVeL), kde dokumentoval laboratorní pokusy, zvířata i pracovníky. Od roku 1976 získal registraci u Českého fondu výtvarných umělců (ČFVU), umožňující svobodné povolání. V letech 1981–1985 při zaměstnání absolvoval externí studium fotografie na FAMU v Praze. V roce 1980 začal externě vyučovat na fotografickém oddělení Střední umělecko-průmyslové školy v Brně (tzv. „šuřce“), od roku 1986 jako stálý pedagog, poté i vedoucí oddělení. V roce 1982 byly na popud Antonína Dufka jeho fotografie zakoupeny do sbírky Centre Pompidou v Paříži a v přepočtu závratný honorář musel vysvětlovat na policii. V roce 1987 se jako absolvent FAMU stal členem Svazu českých výtvarných umělců (SČVU). Od roku 1990 působil jako fotograf na volné noze, následujícího roku zakoupil letadlo Hi-Max a začal se zabývat leteckou fotografií, kdy v průběhu následujících dvou desetiletí zmapoval téměř celou Českou republiku.
Ve stáří měl problémy se zrakem. Zemřel 19. prosince 2020 v důsledku onemocnění covid-19 v nemocnici ve Valticích při následné péči po cévní mozkové příhodě.

## Výstavy

### Autorské výstavy
- 1972 Galerie pod Podloubím, Olomouc
- 1973 F-galerie, Express, Nürnberg (Německo, kat. Willy Hengl)
- 1975 Pictures of my Land. C-gallery, Los Angeles (USA)
- 1976 Galerie Panther Passage, Linz (AT, kat. Willy Hengl)
- 1977 Pohledy. Galerie A. Trýba, Brno
- 1977 D-galerie, Linz (AT)
- 1979 Adjustovaná fotografie. Závodní klub ROH Metra, Blansko (kat. Vladimír Židlický)
- 1979 Mladí. Stadtgalerie, Wien (AT)
- 1980 Alg. Galerie, Gent (BE)
- 1981 Adjustovaná fotografie. Dům umění města Brna (kat. Jana Severinová)
- 1981 Zámecká galerie, Klášterec nad Ohří
- 1982 Eseje. Galerie A. Trýba, Brno
- 1985 FAMU, Praha
- 1987 Büroräumen der Architektur, München (DE, kat. Z. Primus))
- 1987 Fragmenty. TCD dal., Hamburg (DE)
- 1988 Opuštěné prostory (1980–1985). Galerie v předsálí, Blansko (kat. Petr Klimpl)
- 1993 Fotografische Essays. Galerie Neumann, Düsseldorf (DE, kat. Grit Wendelberger)
- 1997 Malá galerie VÚVeL, Brno
- 2021 Malá galerie VÚVeL, Brno
- 2022/23 Sen o fotografii, Fotografická galerie Fiducia, Ostrava (kurátor Pavel Vančát)
- 2023 Sen o fotografii, Galerie Valchařská, Brno (kurátor Pavel vančát)[2]

### Skupinové výstavy (výběr)
- 1974 Československá fotografie 1973–1974, Moravská galerie v Brně (kat. Antonín Dufek)
- 1978 10 Weltspitzenfotografen, Innsbrucker Fotoschau (AT)
- 1982 Aktuální fotografie ze sbírek Moravské galerie, Kabinet užitého umění, Moravská galerie v Brně (kat. Antonín Dufek)
- 1984 Česká výtvarná fotografie, ČFVU 1984, Praha
- 1984 Studenti a profesoři SUPŠ Brno, Dům umění města Brna
- 1985 Absolventi a studenti FAMU Praha, Dům umění města Brna
- 1985 27 Contemporary Czechoslovakian Photographers, Photographer's Gallery, London (UK, kat. Sue Davies a Antonín Dufek)
- 1987 Aktuální fotografie II. - Okamžik, Moravská galerie v Brně (reprízy Galerie 4, Cheb, Sbírka keramiky Alšovy jihočeské galerie, Bechyně, Fotofest Žďár nad Sázavou 1988, kat. Antonín Dufek)
- 1987 Studenti FAMU, Bayerische Staatsanstalt für Photographie, München (DE)
- 1987 Fotografie absolventů FAMU, UMPRUM, Praha
- 1989 Československá fotografie 1945–1989, Valdštejnská jízdárna, Praha
- 1989/90 Fotografie absolventů a pedagogů SUPŠ Brno, Dům umění města Brna (reprízy Galerie 4 Cheb, Výstavná sieň fotografie SD Bratislava–Trnávka, Městská knihovna Boskovice, kat. Roman Muselík)
- 1999 My 1948–1989 - fotografie ze sbírky Moravské galerie, Moravská galerie v Brně
- 2003 Ejhle světlo, Moravská galerie v Brně (repríza Jízdárna Pražského hradu, Praha, kat. Jiří Zemánek)
- 2004 Akt v české fotografii 1900–2000, Dům umění, Opava (repríza Dom umenia, Bratislava, SK)
- 2008 Třetí strana zdi - fotografie v Československu 1969–1988 ze sbírky Moravské galerie, Moravská galerie v Brně (kat. Antonín Dufek, Marek Pokorný)
- 2009 Tschechische Fotografie des 20. Jahrhunderts, Kunst- und Ausstellungshalle der Bundesrepublik Deutschland, Bonn (DE)
- 2009 Ohlédnutí (fotografická skupina Setkání), Galerie Svazu českých fotografů, Praha (repríza Galerie U Přívozu, Hradec Králové)

### Výstavy se skupinou Epos (výběr)
- 1969 Děčín
- 1969 Ostrava
- 1969 Pardubice
- 1969 Royal Photographic Society, London (UK)
- 1970 Výstavní síň n. p. Fotochema, Ostrava (s M. Benešem a M. Havelkou)
- 1971 Kabinet fotografie J. Funka, Dům pánů z Kunštátu, Dům umění města Brna (kat. K. O. Hrubý a Ladislav Plch)
- 1971 Kodak's Gallery, Sydney (AUS)
- 1971 Jičín
- 1972 Košice
- 1973 Umjetnička galeria, Doboj (kat. M. Mandič)
- 1973 Okresní kulturní středisko, zámek Třebíč (se skupinou Foton)
- 1973 Kroměříž
- 1973 Hejnice
- 1976 Sarajevo (YU)
- 1976 Brno
- 1976 Warszawa (PL)
- 1976 Umjetnička galeria, Doboj (YU)
- 1977 Novi Sad (YU, kat.)
- 1978 Liberec
- 1978 Příbor
- 1978 Galerie pod podloubím, Olomouc (7.–26. 1.)
- 1978 Sedlčany
- 1978 Galerie Nahoře, České Budějovice (listopad-prosinec)
- 1980 Závodní klub pracujících, Panský dům, Uherský Brod
- 2016 Dům umění města Brna (kurátor Pavel Vančát)
- 2023 Horácká galerie v Novém Městě na Moravě (úvodní slovo Ladislav Plch)

### Účast na souhrnných výstavách se skupinou Epos (výběr)
- 1970 Europäische Fotografen, Berlin (DDR)
- 1971 Československá fotografie 1968–1970, Kabinet užitého umění, Brno (kat. Antonín Dufek)
- 1973 Československá fotografie 1971–1972, Moravská galerie v Brně (kat. Antonín Dufek)
- 1989 Česká amatérská fotografie 1945-1989, Bruselský pavilon, Praha (kat. Petr Klimpl)
- 2005 Česká fotografie 20. století / Czech photography of the 20th century, Galerie hlavního města Prahy (kat. Vladimír Birgus a Jan Mlčoch)
- 2007 Fotografie 70. let v ČSR, Galerie Klatovy/Klenová
- 2009 Příjemné závislosti, Inscenovaná fotografie 70. let, Moravská galerie v Brně (kat. Jiří Pátek)

## Fotografie v časopisech a ročenkách (výběr)
Československá fotografie (CZ), Revue Fotografie (CZ), Výtvarnictvo-fotografia-film (SK), Image (AUS), Camera Graphics (AUS), Photographie nouvelle (FR), Photographie nouvelle - annuel (FR), Foto '72 (NL), Fotografie (DDR), Fototribune International (NL), Fotografare Novitá (IT), Color Foto (BRD), Creative Camera International Year Book (UK), Creative Camera Collection 5 (UK), Photography (UK), Valokuova (FIN), Photography Year Book (UK), Le nouveau photocinéma (FR), Image (AUS), Nuova fotografia (IT), The Photo-Yearbook (USA), Foto-Magazin (BRD) Fotografare (IT), Camera (SUI), Top-Foto (BE)

## Zastoupení ve sbírkách
- Galerie výtvarného umění, Hodonín
- Moravská galerie, Brno
- Uměleckoprůmyslové museum, Praha
- Royal Photographic Society, London (UK)
- S. Galerie, Linz (AT)
- Centre Pompidou, Paris (FR)
- Bibliothèque nationale de France, Paris (FR)
- Krakowskie Towarzystwo Fotograficzne, Kraków (PL)
- Státní fotografie, Warszawa (PL)
- Arch. Fotomuseum, München (DE)
- Kestone ag., New York (US)
- ZPF, Gdańsk (PL)
- Svaz českých fotografů (SČF), Praha